# Fújom a dalt
A Fújom a dalt Demjén Ferenc 1977-ben megjelent nagylemeze, melyet a Pepita adott ki. Katalógusszáma: SLPX 17535. 1992-ben CD-n is megjelent.

## Az album dalai

### A oldal
1. Én csak fújom a dalt (Demjén Ferenc)
2. Falusi nyár (Demjén Ferenc)
3. Búcsúzások, találkozások (Demjén Ferenc)
4. Nálad van a mennyország (Demjén Ferenc)
5. Mikor elindul a vonat (Presser Gábor-Demjén Ferenc)

### B oldal
1. Szívj friss levegőt (Demjén Ferenc)
2. Hintaló (Demjén Ferenc)
3. Álom és ébrenlét (Papp Gyula-Demjén Ferenc)
4. Színeid (Tóth János Rudolf-Demjén Ferenc)
5. Sohase félj (Demjén Ferenc)

## Közreműködők

### A Bergendy együttes
- Bergendy István (szoprán- és altszaxofon, fuvola, vokál)
- Bergendy Péter (tenor- és baritonszaxofon, fuvola, piccolo, ütőhangszerek, vokál)
- Hajdu Sándor (trombita, pozaun, billentyűs hangszerek, vokál)
- Tóth János Rudolf (gitár, vokál)
- Oroszlán György (gitár, hegedű, vokál)
- Demjén Ferenc (basszusgitár, ének)
- Debreczeni Csaba (dob, vokál)

### További közreműködők
- Zalatnay Sarolta (vokál)
- Várszegi Éva (vokál)
- Postásy Júlia (vokál)
- Babos Gyula (gitár)
- Sipos Endre (trombita)
- Friedrich Károly (pozaun)
- Gőz László (pozaun)
- Farkas István Péter (pozaun)
- Bálint Gábor (tuba)
- Somló Tamás (basszusgitár, vokál)
- Presser Gábor (billentyűs hangszerek, vokál)
- Papp Gyula (billentyűs hangszerek, vokál)
- Fekete Gyula (billentyűs hangszerek)
- Solti János (dob, ütőhangszerek, vokál)
- Dely István (konga)
- Karácsony János (ütőhangszerek, vokál)
- Sztevanovity Zorán (vokál)
- Foyta János (vokál)
- A Fővárosi Operettszínház Vonószenekara